# Agathodes
Agathodes é um gênero de mariposa pertencente à família Crambidae.